# Gang Du-man
Gang Du-man (kor. 강두만; ur. 12 kwietnia 1933) – południowokoreański zapaśnik walczący w obu stylach. Olimpijczyk z Tokio 1964, gdzie zajął dwunaste i piętnaste miejsce. Walczył w kategorii 87–97 kg.

## Letnie Igrzyska Olimpijskie 1964
| Konkurencja          | Rundy eliminacyjne       | Rundy eliminacyjne  | Klas. końcowa |
| Konkurencja          | Przeciwnik I             | Przeciwnik II       | Miejsce       |
| -------------------- | ------------------------ | ------------------- | ------------- |
| 97 kg styl klasyczny | Eugen Wiesberger (AUT) P | Bojan Radew (BGR) P | 15.           |

| Konkurencja      | Rundy eliminacyjne   | Rundy eliminacyjne    | Klas. końcowa |
| Konkurencja      | Przeciwnik I         | Przeciwnik II         | Miejsce       |
| ---------------- | -------------------- | --------------------- | ------------- |
| 87 kg styl wolny | Hasan Güngör (TUR) P | Muhammad Faiz (PAK) P | 12.           |